# The Battle Hymn of the Republic
The Battle Hymn of the Republic («Himne de Batalla de la República») és un himne escrit per l'escriptora estatunidenca Julia Ward Howe utilitzant la música de la cançó popular John Brown's Body («El cos de John Brown»). La lletra més famosa de Howe va ser escrita el novembre de 1861 i publicada per primer cop a The Atlantic Monthly el febrer de 1862. La cançó vincula el judici dels impius al final dels temps (Nou Testament) amb la Guerra Civil dels Estats Units, i es va convertir en un dels himnes dels exèrcits del Nord. Des de llavors s'ha convertit en una cançó patriòtica estatunidenca molt popular i ben coneguda.

## Lletra
| The Battle Hymn of the Republic (anglès) Mine eyes have seen the glory of the coming of the Lord: He is trampling out the vintage where the grapes of wrath are stored; He hath loosed the fateful lightning of His terrible swift sword: His truth is marching on. Chorus: Glory, glory, hallelujah! His truth is marching on. I have seen Him in the watch-fires of a hundred circling camps, They have builded Him an altar in the evening dews and damps; I can read His righteous sentence by the dim and flaring lamps: His day is marching on. Chorus: Glory, glory, hallelujah! His day is marching on. I have read a fiery gospel writ in burnished rows of steel: "As ye deal with my contemners, so with you my grace shall deal; Let the Hero, born of woman, crush the serpent with his heel, Since God is marching on." Chorus: Glory, glory, hallelujah! Since God is marching on. He has sounded forth the trumpet that shall never call retreat; He is sifting out the hearts of men before His judgment-seat: Oh, be swift, my soul, to answer Him! be jubilant, my feet! Our God is marching on. Chorus: Glory, glory, hallelujah! Our God is marching on. In the beauty of the lilies Christ was born across the sea, With a glory in His bosom that transfigures you and me: As He died to make men holy, let us die to make men free, While God is marching on. Chorus: Glory, glory, hallelujah! While God is marching on. He is coming like the glory of the morning on the wave, He is Wisdom to the mighty, He is Succour to the brave, So the world shall be His footstool, and the soul of Time His slave, Our God is marching on. Chorus: Glory, glory, hallelujah! Our God is marching on. | L'Himne de Batalla de la República (traducció al català) Els meus ulls han vist la glòria de l'arribada del Senyor: Aixafa la verema allà on es guarda el raïm de la ira; Ha soltat el llamp fatídic de la seva terrible i ràpida espasa: La seva veritat està en marxa. Tornada: Glòria, glòria, al·leluia! La seva veritat està en marxa. Jo li he vist en les fogueres de cent campaments en cercle, Li han construït un altar en les rosades i humitats del vespre; Puc llegir la seva sentència justa a la llum de les làmpares tènues i flamejants: El seu dia està en marxa. Tornada: Glòria, glòria, al·leluia! El seu dia està en marxa. He llegit un ardent evangeli escrit en files brunyides d'acer: "Així com sou amb els meus burladors, així amb vosaltres serà la meva gràcia; Deixeu que l'Heroi, nascut de dona, aixafi la serp amb el seu taló, Ja que Déu està en marxa." Tornada: Glòria, glòria, al·leluia! Com que Déu està marxant. Ha sonat la trompeta que no tocarà mai a retirada; Tamisa els cors dels homes davant del seu tribunal: O, sigues ràpida, ànima meva, en contestar-li! Alegreu-vos, peus meus! El nostre Déu està en marxa. Tornada: Glòria, glòria, al·leluia! Nostre Déu està marxant. En la bellesa dels lliris Crist va néixer a ultramar, Amb una glòria en el seu si que en transfigura a tu i a mi: Com ell va morir per santificar als homes, morim per alliberar-los, Mentre Déu està marxant. Tornada: Glòria, glòria, al·leluia! Mentre Déu està marxant. Ve com la glòria del matí en l'ona, És saviesa als poderosos, és socors als valents, El món serà el seu escambell, i l'ànima del Temps el seu esclau, Nostre Déu està marxant. Tornada: Glòria, glòria, al·leluia! Nostre Déu està marxant. |